# Nord bei Nordwest – Der Ring
Nord bei Nordwest – Der Ring ist ein deutscher Fernsehfilm von Markus Imboden aus dem Jahr 2022. Es handelt sich um die siebzehnte Folge der ARD-Kriminalfilmreihe Nord bei Nordwest, mit Hinnerk Schönemann, Jana Klinge (5. Folge / 6. Fall) und Marleen Lohse in den Hauptrollen. Der Film entstand nach einem Drehbuch von Niels Holle und wurde am 13. Januar 2022 im Rahmen der Reihe Der Donnerstags-Krimi im Ersten erstmals im TV ausgestrahlt.

## Hintergrund
Der Film wurde vom 18. Mai bis zum 16. Juni 2021 in Schleswig-Holstein sowie in und um Hamburg gedreht.

## Rezeption

### Kritik
Rainer Tittelbach von tittelbach.tv wertete: „Autor Niels Holle gibt in ‚Der Ring‘ anfangs weniger preis als in seiner [vorherigen] Episode: Wer der Maulwurf ist, bleibt länger offen. Als dann auch noch die kleine Zeugin ausreißt […] und sich eine Killerin […], die aussieht wie Mutti von nebenan, an die Fersen des Mädchens heftet, wird es deutlich ungemütlicher und spannend. Nach dem Höhepunkt mit kurzem Schusswechsel (kurz, weil hier keine Profikiller am Werk sind) scheint alles gut zu sein. Die Uhr aber sagt einem: Das ist die Ruhe vor dem letzten Sturm.“

„‚Der Ring‘ setzt ansonsten stärker auf Spannung und Genre-Muster, bekommt aber durch die trockene Art von Jules Vater […] einen komischen Kontrapunkt. Und am Ende ist sein Notrufarmband auch noch zu etwas gut (kein Zeichen, kein Motiv ist zufällig!).“
Die Redaktion von tvspielfilm.de schrieb: „Im beschaulichen Schwanitz geht’s mal wieder hoch her. Im unterhaltsamen Mix aus Krimi, schrägem Humor und Situationskomik wird Hannah diesmal von ihrer Vergangenheit eingeholt. Ihr alter Partner und Ex-Freund aus Kieler Tagen taucht auf und sorgt bei ihr für Verwirrung. Doch Hauke bleibt in dem undurchsichtigen Fall skeptisch – und so wird das Vertrauen zwischen den Schwanitzer Kollegen auf eine harte Probe gestellt.“ Fazit: „Beste Krimikost, mit einem Augenzwinkern serviert“.
Oliver Armknecht von film-rezensionen.de urteilte: „Zuletzt ging es bei Nord bei Nordwest, zum Leidwesen von Krimifans, oft eher um die Figuren als den Fall, den sie zu lösen haben. […] Mit Der Ring geht es nun jedoch auf einmal deutlich voran. Tatsächlich ist der 16. Fall der ARD-Krimireihe sogar der beste Teil seit Langem, wenn die verschiedenen Elemente, die bei diesen Filmen dazugehören, wieder besser ineinandergreifen.“ Auch wenn der Fall „nicht sonderlich komplex ist“, sind „die Wendungen, die Holle in seinen Film gepackt hat, tatsächlich überraschend.“ „Die meisten Sachen kann man [zwar] doch vorhersehen,“ aber die Episode ist „wieder deutlich unterhaltsamer geworden“ als die vorherigen Filme.
„Ein schöner Einfall ist, dass Wagner und Jacobs recht früh vermuten, in der Polizei könnte ein Maulwurf sein, was zu jeder Menge Paranoia führt. Außerdem mag Jacobs das gar nicht, wenn ein Ex-Freund plötzlich auftaucht. Der Fremde ist dadurch gleich eine doppelte Bedrohung, auch wenn das – wie immer – nicht wirklich thematisiert wird. Spaß macht es aber trotzdem, wie in dem Polizei-Quartett immer wieder ein Konflikt schwelt, man sich gegenseitig alles Mögliche an den Kopf wirft. In dem Zusammenhang fällt auch positiv auf, dass die oft nur irgendwie mitgeschleppte Wagner diesmal tatsächlich etwas zu tun bekommt und sehr viel stärker integriert wurde.

Leider bedeutet das im Gegenzug, dass Jule Christiansen etwas aufs Abstellgleis geschoben wird. Sie darf sich um irgendwelches Geflügel kümmern, wird sonst aber kaum involviert. Da stimmt die Balance also immer noch nicht so recht. Wenn überhaupt ist es ihr Vater Dirk, der dieses Mal nach zuvor noch recht sporadischen Auftritten stärker in den Mittelpunkt rückt und sich als wertvolle Ergänzung herausstellt. Aber auch die Episodenfiguren bzw. die sie spielenden Leute tragen dazu bei, dass Nord bei Nordwest: Der Ring recht unterhaltsam geworden ist. Trotz der Mängel, die der Krimi ohne Zweifel hat, zeigt der neueste Fall der Nordlichter, dass man mit ihnen schon noch rechnen darf.“

### Einschaltquote
Die Erstausstrahlung von Nord bei Nordwest – Der Ring wurde in Deutschland am 13. Januar 2022 von 8,88 Millionen Zuschauern gesehen und erreichte somit einen Marktanteil von 21,3 % für Das Erste.